# Cyclosorus boninensis
Cyclosorus boninensis là một loài thực vật có mạch trong họ Thelypteridaceae. Loài này được (Kodama ex Koidz.) Nakaike mô tả khoa học đầu tiên năm 1975.